# Xã Boston, Quận Summit, Ohio
Xã Boston (tiếng Anh: Boston Township) là một xã thuộc quận Summit, tiểu bang Ohio, Hoa Kỳ. Năm 2010, dân số của xã này là 1.272 người.